# Cifuna eurydice
Cifuna eurydice is een vlinder uit de familie spinneruilen (Erebidae), onderfamilie donsvlinders (Lymantriinae). De wetenschappelijke naam van deze soort is voor het eerst geldig gepubliceerd in 1885 door Butler.
De soort komt voor in tropisch Afrika.